# Плаче
Плаче (на словенски: Plače) е село в Словения, регион Горишка, община Айдовшчина. Според Националната статистическа служба на Република Словения през 2015 г. селото има 237 жители.